# 梅尔维尔湖

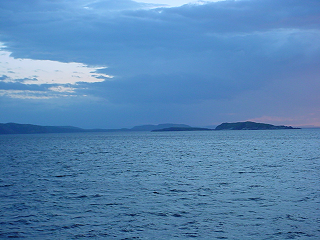
哈密尔顿湾

梅尔维尔湖（Lake Melville）位于加拿大拉布拉多半岛，与哈密尔顿湾相通。湖泊平均宽19公里，水深接近120米。有丘吉尔河和Naskaupi河从西岸注入。沿岸主要居民点为哈皮瓦利-古斯贝和North West River。